# Municipio de Ball Bluff
El municipio de Ball Bluff (en inglés: Ball Bluff Township) es un municipio ubicado en el condado de Aitkin en el estado estadounidense de Minnesota. En el año 2010 tenía una población de 278 habitantes y una densidad poblacional de 3,05 personas por km².

## Geografía
El municipio de Ball Bluff se encuentra ubicado en las coordenadas 46°59′6″N 93°14′58″O / 46.98500, -93.24944. Según la Oficina del Censo de los Estados Unidos, el municipio tiene una superficie total de 91.21 km², de la cual 87,91 km² corresponden a tierra firme y (3,62 %) 3,3 km² es agua.

## Demografía
Según el censo de 2010, había 278 personas residiendo en el municipio de Ball Bluff. La densidad de población era de 3,05 hab./km². De los 278 habitantes, el municipio de Ball Bluff estaba compuesto por el 98,56 % blancos, el 0,72 % eran amerindios, el 0,36 % eran isleños del Pacífico y el 0,36 % eran de una mezcla de razas. Del total de la población el 0,36 % eran hispanos o latinos de cualquier raza.